# Alicja Pyszka-Bazan
Alicja Pyszka-Bazan (ur. 10 stycznia 1993 w Tychach) – polska triathlonistka specjalizująca się w ultratriatlonie. Rekordzistka świata na dystansie potrójnego Ironmana (Triple Ultra Triathlon) oraz podwójna rekordzistka Guinnessa w podwójnym (Double Ultra) i potrójnym Ironmanie. 

## Puchar Świata w potrójnym Ultra Triathlonie i rekord Guinnessa
Zwyciężczyni Pucharu Świata i rekordzistka świata na dystansie potrójnego Ironmana w 2024 roku podczas zawodów Triple | Double Triathlon Lensahn zorganizowanych przez IUTA (International Ultra Triathlon Association) w Lensahn w Niemczech. Ustanowiła rekord świata w potrójnym ultra triathlonie, który został również odnotowany w Księdze Rekordów Guinnessa.
Wyniki:
- Pływanie 11,6 km – 02:38:34
- Rower 540 km – 18:19:34
- Bieg 126,6 km – 15:00:39
- Razem: 36h13’55s

Rekordy: 
- Rekord Guinnessa – najszybszy czas ukończenia podwójnego Ironmana kobiet: 23:13:02[3]
- Rekord Guinnessa – najszybszy czas ukończenia potrójnego Ironmana kobiet: 36:13:55[4] [5]
- Rekord świata – potrójny Ironman kobiet (2024)

## Pozostałe zawody
- Ironman 70.3 Jesolo Włochy 2024[6]
- Mistrzyni Polski  Age Group (K25-30) w triathlonie na dystansie olimpijskim w 2022 roku w Białymstoku[7]
- Vice Mistrzyni Europy 70.3 Ironman Age Group (K25-30) w triathlonie na dystansie średnim (2022 roku – Dania) Elsinore[8][9][10][11]
- 70.3 Ironman Dubaj 2022 – 1st place OPEN AG[12]
- Ironman 70.3 w Turcji 2022 – 1. miejsce AG kat 25-29, 2st place OPEN AG[13]
- Ironman 70.3 Jesolo Włochy 2021[14]

## Inne osiągnięcia
- Mistrzyni Polski Bikini Fitness kat +172[15]
- Puchar Polski Fit Model OPEN (1. miejsce), 2018[16]

## Życie prywatne
Ma jedną córkę. 